# Maurice Tourneur
Maurice Tourneur, pseudonimo di Maurice Thomas (Parigi, 2 febbraio 1873 – Parigi, 4 agosto 1961), è stato un regista, sceneggiatore e produttore cinematografico francese naturalizzato statunitense nel 1921.
Fu uno dei fondatori della Motion Picture Directors Association (18 luglio 1915).
Sua seconda moglie fu l'attrice Louise Lagrange, una delle protagoniste del serial I vampiri (Les Vampires, 1915). Il regista Jacques Tourneur (1904-1977) era figlio di primo letto, nato dall'unione di Maurice Tourneur con Fernande Petit.

## Biografia
Maurice Thomas era figlio di un gioielliere; nacque a Parigi, a Belleville, il 2 febbraio 1873. Fin da giovane, si rivolse alla carriera artistica: dapprima come grafico e illustratore, poi passando al teatro. Nel 1904, a 31 anni, si sposa con l'attrice Fernande Petit. Dal matrimonio nasce nello stesso anno il figlio Jacques che, in seguito, sarebbe diventato un famoso regista come lo diventerà presto il padre. Questi prende il nome d'arte di Maurice Tourneur, debutta come attore e parte in tournée con la compagnia teatrale della grande attrice Gabrielle Réjane, viaggiando in Inghilterra e in Sud America.

### Carriera cinematografica

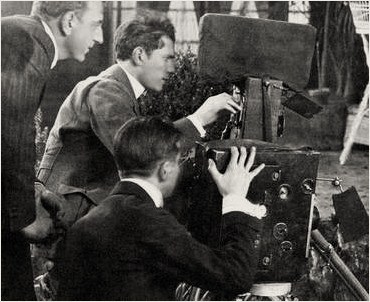
Tourneur con Lucien Andriot e John Van Den Broek sul set di Una povera bimba molto ricca (1917)

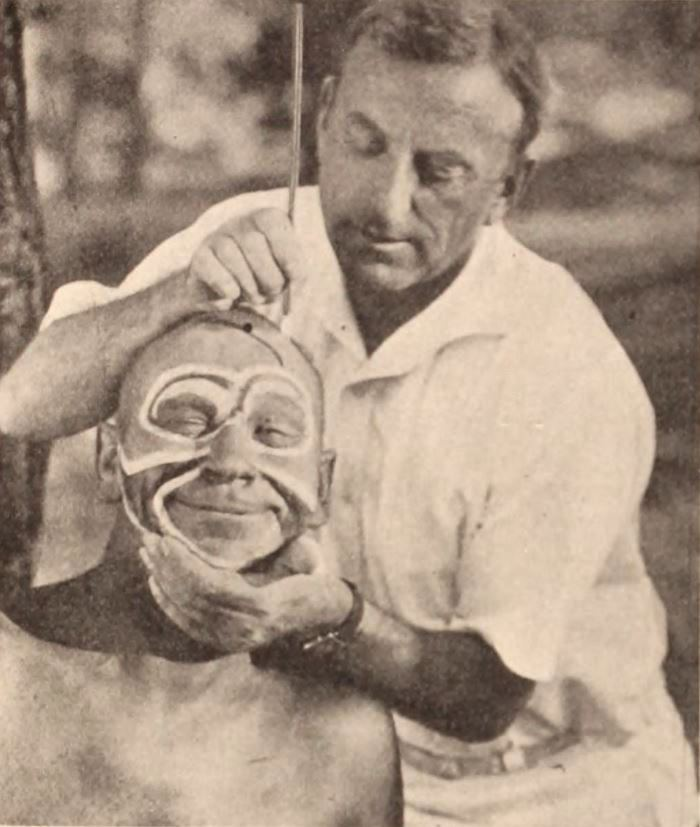
Sul set di The Last of the Mohicans (1920)

All'epoca, l'industria cinematografica muove i suoi primi passi e la Francia, che è la patria dei fratelli Lumière e di Méliès, ne è la culla: Tourneur si avvicina alla nuova forma di spettacolo, trovando lavoro come assistente all'Éclair, una nuova compagnia fondata nel 1907 da Charles Jourjon a Épinay-sur-Seine. Nel 1912, gira il suo primo film da regista, insieme a Émile Chautard. Tourneur impara presto il mestiere.
Nel 1914, con l'espansione delle società cinematografiche francesi sul territorio degli Stati Uniti, la buona conoscenza della lingua inglese offre a Tourneur l'occasione di trasferirsi a New York per dirigere i film prodotti dalla branca americana dell'Éclair che aveva sede a Fort Lee, nel New Jersey. Il regista, in seguito, passò alla World Film Corporation di William A. Brady.
Con i suoi collaboratori abituali, lo scenografo Ben Carré, lo sceneggiatore Charles Maigne e i due direttori della fotografia John van den Broek e Lucien Andriot, Tourneur formò una squadra di eccezionale abilità tecnica unita a sensibilità pittorica e architettonica che dava ai loro film un carattere visivo distinto, recepito e accolto dal plauso della critica.

## Filmografia

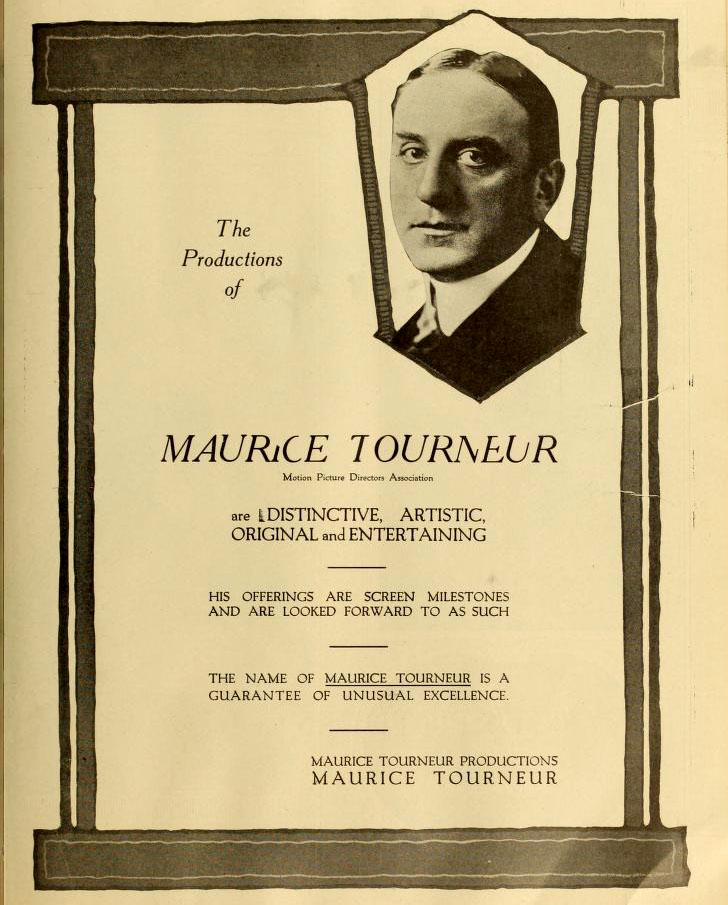
Pubblicità (1919)

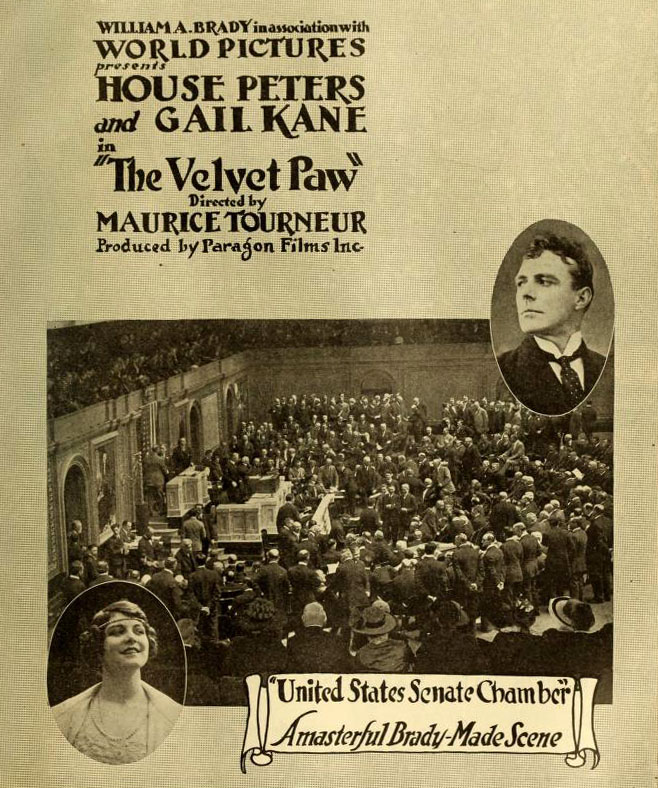
The Velvet Paw (1916)

### Regista
- Giovanni La Polvere (Jean la Poudre), co-regia Émile Chautard – cortometraggio (1913)
- L'allegria dello squadrone (Les Gaîtés de l'escadron) co-regia Joseph Faivre – cortometraggio (1913)
- Signorina cento milioni (Mademoiselle 100 millions) – cortometraggio (1913)
- Il sistema del dr. Gondron e del prof. Plume (Le Système du docteur Goudron et du professeur Plume) – cortometraggio (1913)
- Furberia d'amore (Les Ruses de l'amour) – cortometraggio (1913)
- Le Dernier Pardon – cortometraggio (1913)
- Le Camée – cortometraggio (1913)
- La Dame de Monsoreau – cortometraggio (1913)
- La pastorella d'Ivry (La Bergère d'Ivry) – cortometraggio (1913)
- Le Friquet – cortometraggio (1914)
- Le Puits mitoyen – cortometraggio (1914)
- Soeurette – cortometraggio (1914)
- Il signor Lecoq (Monsieur Lecoq) – cortometraggio (1914)
- Le Corso rouge – cortometraggio (1914)
- Rouletabille II: La dernière incarnation de Larsan – cortometraggio (1914)
- Mammina (Mother, 1914)
- Man of the Hour (1914)
- The Wishing Ring: An Idyll of Old England (1914)
- The Pit (1914)
- L'ultima incarnazione di Larsan - Il profumo della dama in lutto (La Dernière Incarnation de Larsan) – cortometraggio (1914)
- Figure di cera (Figures de cire) – cortometraggio (1914)
- Alias Jimmy Valentine (1915)
- The Cub (1915)
- The Ivory Snuff Box (1915)
- Trilby (1915)
- A Butterfly on the Wheel (1915)
- Pawn of Fate (1916)
- The Hand of Peril (1916)
- The Closed Road (1916)
- The Rail Rider (1916)
- The Velvet Paw (1916)
- The Pride of the Clan (1917)
- A Girl's Folly (1917)
- Una povera bimba molto ricca (The Poor Little Rich Girl) (1917)
- The Whip (1917)
- The Undying Flame (1917)
- Law of the Land (1917)
- Fascino del deserto (Barbary Sheep, 1917)
- Exile (1917)
- The Rise of Jenny Cushing (1917)
- Rose of the World (1918)
- L'uccello blu (The Blue Bird) (1918)
- Prunella (1918)
- A Doll's House (1918)
- Sporting Life (1918)
- L'eterna tentatrice (Woman) (1918)
- The White Heather (1919)
- The Life Line (1919)
- The Broken Butterfly (1919)
- Victory (1919)
- My Lady's Garter (1920)
- L'isola del tesoro (Treasure Island) (1920)
- The White Circle
- The Great Redeemer, co-regia di Clarence Brown (1920)
- The County Fair, co-regia di Edmund Mortimer (1920)
- Deep Waters (1920)
- The Last of the Mohicans, co-regia di Clarence Brown (1920)
- The Bait (1921)
- The Foolish Matrons, co-regia di Clarence Brown (1921)
- I banditi di Lost-Hope (Lorna Doone, 1922)
- The Christian (1923)
- While Paris Sleeps (1923)
- The Isle of Lost Ships (1923)
- The Brass Bottle (1923)
- Jealous Husbands (1923)
- Torment (1924)
- The White Moth (1924)
- La voce del sangue (Never the Twain Shall Meet) (1925)
- Sporting Life (1925)
- Clothes Make the Pirate (1925)
- Old Loves and New (1926)
- La danzatrice dei tropici (Aloma of the South Seas) (1926)
- L'équipage
- La nave degli uomini perduti (Das Schiff der verlorenen Menschen) (1929)
- L'isola misteriosa (The Mysterious Island), co-regia di Benjamin Christensen e Lucien Hubbard (1929)
- Il processo di Gaby Delange (Accusée... levez-vous!, 1931)
- Casa di danze (Maison de danses, 1931)
- Partir (1931)
- In nome della legge (Au nom de la loi, 1932)
- Lo squadrone si diverte (Les Gaietés de l'escadron, 1932)
- Le due orfanelle (Les Deux Orphelines) (1933)
- Donna di lusso (Le Voleur) (1933)
- Lidoire – cortometraggio (1933)
- L'Homme mystérieux – cortometraggio (1933)
- Justin de Marseille (1935)
- Koenigsmark (1935)
- Sansone (1936)
- Sorridete con me (Avec le sourire) (1936)
- Notte fatale (Le Patriote) (1938)
- Katia o Katia, regina senza corona (1938)
- L'avventuriero di Venezia (Volpone, 1946)
- Péchés de jeunesse (1941)
- La signorina Buonaparte o Madamigella Bonaparte (Mam'zelle Bonaparte) (1942)
- La mano del diavolo (La Main du diable) (1943)
- Le Val d'enfer (1943)
- Cécile est morte (1944)
- Dopo l'amore (Après l'amour) (1948)
- Impasse des Deux Anges (1948)

### Produttore
- The Hand of Peril, regia di Maurice Tourneur (1916)
- The Closed Road, regia di Maurice Tourneur (1916)
- Sporting Life
- L'eterna tentatrice (Woman), regia di Maurice Tourneur (1918)
- The White Heather, regia di Maurice Tourneur (1919)
- The Life Line, regia di Maurice Tourneur (1919)
- The Broken Butterfly, regia di Maurice Tourneur (1919)
- The Broken Butterfly, regia di Maurice Tourneur (1919)
- Victory, regia di Maurice Tourneur (1919)
- My Lady's Garter, regia di Maurice Tourneur (1920)
- L'isola del tesoro (Treasure Island), regia di Maurice Tourneur (1920)
- The Great Redeemer, regia di Maurice Tourneur e Clarence Brown (1920)
- The Last of the Mohicans, regia di Maurice Tourneur e Clarence Brown (1920)
- The Foolish Matrons, regia di Maurice Tourneur e Clarence Brown (1921)
- I banditi di Lost-Hope (Lorna Doone), regia di Maurice Tourneur (1922)
- The Brass Bottle, regia di Maurice Tourneur (1923)
- While Paris Sleeps, regia di Maurice Tourneur (1923)
- Sporting Life, regia di Maurice Tourneur (1925)

### Sceneggiatore
- La Dame de Monsoreau, regia di Maurice Tourneur (1913)
- Giovanni La Polvere (Jean la Poudre), regia di Maurice Tourneur e Émile Chautard (1913)
- L'allegria dello squadrone (Les Gaîtés de l'escadron), regia di Maurice Tourneur e Joseph Faivre (1913)
- L'ultima incarnazione di Larsan - Il profumo della dama in lutto (La Dernière Incarnation de Larsan), regia di Maurice Tourneur (1913)
- Le Friquet, regia di Maurice Tourneur - sceneggiatura (1914)
- Soeurette (1914)
- Monsieur Lecoq, regia di Maurice Tourneur (1914)
- Mother, regia di Maurice Tourneur (1914)
- Man of the Hour, regia di Maurice Tourneur (1914)
- The Wishing Ring: An Idyll of Old England, regia di Maurice Tourneur (1914)
- Alias Jimmy Valentine, regia di Maurice Tourneur (1915)
- The Cub, regia di Maurice Tourneur (1915)
- The Hand of Peril, regia di Maurice Tourneur - sceneggiatura (1916)
- The Closed Road, regia di Maurice Tourneur (1916)
- A Girl's Folly, regia di Maurice Tourneur (1917)

- A Doll's House, regia di Maurice Tourneur (1918)
- The Broken Butterfly, regia di Maurice Tourneur - sceneggiatura (1919)
- I banditi di Lost-Hope (Lorna Doone), regia di Maurice Tourneur - sceneggiatura, non accreditato (1922)

- La nave degli uomini perduti (Das Schiff der verlorenen Menschen), regia di Maurice Tourneur - sceneggiatura (1929)

### Attore
- A Girl's Folly, regia di Maurice Tourneur (1917)
- Max boxeur par amour, regia di Max Linder (1912)